# 郑镇善
郑镇善（韓語：정진선，1984年1月24日—），韩国击剑运动员。他在2012年夏季奥林匹克运动会中，参加了男子重剑比赛并获得铜牌。他也参加了四届亚洲运动会，获得多枚奖牌。